# RESS-Verfahren
Das RESS-Verfahren (Rapid Expansion of a Supercritical Solution) ist eine Methode zur Partikelherstellung im niedrigen Mikrometerbereich aus organischen und anorganischen Stoffen. Hierbei wird das Substrat in überkritischem Gas (meist Kohlenstoffdioxid) gelöst und über eine Düse in einen Sammelbehälter gesprüht und dabei schlagartig entspannt. Durch die Druckabsenkung wird die Löslichkeitsgrenze des Substrats im sc(supercritical)-Fluid sprunghaft überschritten, da das Fluid dabei aus dem überkritischen in den unterkritischen Bereich gelangt, und fällt aus. Dabei entstehen Partikeln mit einem Durchmesser von zwei bis drei µm.

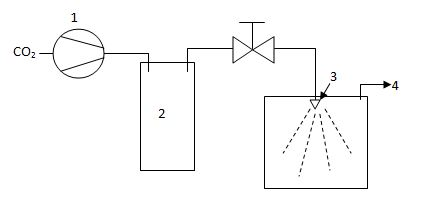
Schema einer RESS-Anlage. 1: Kompressor, 2: Vorlagebehälter, 3: Düse, 4: Druckausgleichsöffnung

 Vorteil dieses Verfahrens ist vor allem, dass ein ungiftiges, leicht verfügbares und billiges Lösungsmittel (CO2) verwendet werden kann. Da CO2 sehr günstige kritische Daten hat (TC=31 °C, pC=73,8 bar) sind die Betriebsbedingungen für das RESS-Verfahren dabei relativ moderat. Daher können auch thermisch wenig belastbare Stoffe verarbeitet werden. Anders als beim PGSS-Verfahren muss das Substrat außerdem nicht geschmolzen werden, sondern nur im sc-Fluid löslich sein.